# Oxyteninae
Oxyteninae este o subfamilie a familiei Saturniidae; până de curând, era clasificată ca o familie separată, Oxytenidae. Speciile ce aparțin acestei subfamilii sunt în majoritate din America Centrală și de Sud.

## Genuri
Această subfamilie conține următoarele genuri:
- Oxytenis
- Homoeopteryx
- Therinia